# Tongadillo punctata
Tongadillo punctata är en kräftdjursart som beskrevs av Henri Dalens 1988. Tongadillo punctata ingår i släktet Tongadillo och familjen Armadillidae. Inga underarter finns listade i Catalogue of Life.